# Instytut Architektury Państwowej Wyższej Szkoły Zawodowej w Nysie
Instytut Architektury Państwowej Wyższej Szkoły Zawodowej w Nysie (IA PWSZ w Nysie) – jednostka dydaktyczno-naukowa należąca do struktur Państwowej Wyższej Szkoły Zawodowej w Nysie. Posiada uprawnienia do nadawania tytułu zawodowego inżyniera. Prowadzi działalność dydaktyczną i badawczą związaną z architekturą środowiskową i projektowaniem zrównoważonym. Instytut zasadniczo oferuje studia techniczne na kierunku architektura i urbanistyka o specjalnościach: architektura środowiskowa oraz konserwacja i ochrona zabytków. Kształci on studentów na studiach stacjonarnych i studiach niestacjonarnych. Aktualnie zatrudnionych jest 16 pracowników naukowo-dydaktycznych, z czego 2 na stanowisku profesora zwyczajnego, 4 profesorów nadzwyczajnych z tytułami naukowymi doktora habilitowanego i doktora, 5 wykładowców ze stopniem naukowym doktora i magistra oraz 5 asystentów z tytułami magistra i inżyniera. 
W roku akademickim 2011/2012 na instytucie studiowało łącznie 540 studentów (z czego 350 w trybie dziennym i 190 w trybie zaocznym). Siedzibą instytutu jest Collegium Artium przy ul. Obrońców Tobruku 5. Budynek ten o łączne powierzchni 1507 m² mieście w sobie dziekanat Instytutu Architektury, 2 aule na 269 miejsc, 5 sal seminaryjno-ćwiczeniowych na 136 miejsc, 5 pracowni laboratoryjnych (rysunku i malarstwa, konserwacji kamienia, rzeźby i detalu architektonicznego, fotograficzna, komputerowa, laboratorium mikroskopowe) na 76 miejsc oraz laboratorium mikroskopowe na 4 miejsca. Dawniej w gmachu mieścił się Klub Garnizonowy i Kino Dąbrowszczak.

## Adres
Instytut Architektury PWSZ w Nysie

Collegium Artium 

ul. Obrońców Tobruku 5 

48-300 Nysa

## Władze (2008-2012)
- Dyrektor: prof. dr hab inż. Jacek Włodarczyk
- Zastępca Dyrektora: doc. dr inż. Konrad Dobrowolski

## Historia
Instytut Architektury powstał jako jedna z pierwszych sześciu jednostek naukowo-dydaktycznych nyskiej wyższej szkoły zawodowej w 2001 roku z inicjatywy ówczesnego pierwszego rektora tej uczelni oraz jej współtwórcy prof. dra hab. Ryszarda Knosali. Poparcie dla tej idei wyrazili pracownicy Wydziału Budownictwa Politechniki Opolskiej oraz Wydziału Architektury Politechniki Śląskiej w Gliwicach. W ciągu kolejnych kilku lat pozyskano także pracowników naukowych z Politechniki Wrocławskiej, Uniwersytetu Opolskiego oraz Uniwersytetu Przyrodniczego we Wrocławiu. W roku akademickim 2003/2004 po uzyskaniu zgody Ministerstwa Edukacji Narodowej wprowadzono pierwszą specjalizację na kierunku architektura i urbanistyka, którą była architektura środowiskowa. W roku akademickim 2008/2009 w Instytucie Architektury wprowadzono nową specjalność: konserwacja i ochrona zabytków, którą przejęto po zlikwidowanym w 2008 roku Instytucie Konserwacji Zabytków.

## Pracownicy
W Instytucie Architektury PWSZ w Nysie zatrudnionych jest obecnie 16 pracowników naukowo-dydaktycznych, z czego 2 na stanowisku profesora zwyczajnego, 4 profesorów nadzwyczajnych z tytułami naukowymi doktora habilitowanego i doktora, 5 wykładowców ze stopniem naukowym doktora i magistra oraz 5 asystentów z tytułami magistra i inżyniera.
- prof. dr hab inż. Jacek Włodarczyk
- prof. dr hab. inż. Jan Kubik
- dr hab. inż. Jan Rabiej, prof. PWSZ w Nysie
- dr hab. Monika Kamińska, prof. PWSZ w Nysie
- dr inż. Bogusław Szuba, prof. PWSZ w Nysie
- dr inż. Tomasz Malczyk, prof. PWSZ w Nysie
- doc. dr inż. Konrad Dobrowolski
- dr inż. Grażyna Lasek
- dr inż. Beata Majerska-Pałubicka
- dr Małgorzata Korpała
- mgr inż. Marcin Zdanowicz
- mgr inż. Michał Kaczmarzyk
- mgr inż. Ewa Matras
- mgr Ryszard Szymończyk
- mgr Andrzej Jaworski

## Kierunki kształcenia
Instytut Architektury PWSZ w Nysie oferuje kształcenie na kierunku architektura i urbanistyka. Studenci mają do wyboru dwie specjalizacje takie jak:
- architektura środowiskowa
- konserwacja i ochrona zabytków

Absolwent 7-semestralnych studiów uzyskują tytuł inżyniera architektury. Pierwsza ze specjalności umożliwia podjęcie pracy w jednostkach gospodarczych oraz administracyjnych, których przedmiotem działalności jest programowanie, projektowanie oraz realizacja obiektów architektonicznych i zespołów urbanistycznych. Z kolei absolwenci drugiej z nich mogą ponadto zajmować się projektowaniem związanym z adaptacją i rewitalizacją historycznych obiektów architektonicznych. Dyplomy obu specjalizacji umożliwiają kontynuację studiów na poziomie magisterskim w kraju lub za granicą.